# Westminster, California
Westminster là một thành phố trong Quận Cam, California, Hoa Kỳ. Nó được Mục sư Lemuel Webber thành lập năm 1870. Tên của thành phố là được lấy từ tên Đại hội đồng Westminster năm 1643 ở Vương quốc Anh mà đưa ra các giáo lý cơ bản cho Giáo hội Trưởng Lão. Nhiều năm đầu trong lịch sử của thành phố, các nông gia của thành phố từ chối trồng nho vì họ cho rằng nho có liên quan đến rượu.
Westminster được tổ chức thành thành phố năm 1957 vào lúc đó nó chỉ có 10.755 cư dân. Ban đầu, thành phố được đặt tên là Tri-City (ba thành phố) bởi vì nó là sự kết hợp của ba thành phố: Westminster, Barber City, và Midway City. Midway City sau cùng không đồng ý việc hợp nhất, để một mình Barber City bị sáp nhập vào Westminster vừa mới được tái tổ chức để trở thành thành phố. Cựu thành phố Barber nằm ở phần phía tây của thành phố Westminster hiện tại.
Westminster bị bao quanh là các vùng đất (không có vùng nước hay biển) và có ranh giới với Seal Beach ở phía tây, với khu vực chưa được tổ chức là Rossmoor, thành phố Stanton và cộng đồng West Garden Grove về phía bắc, với Huntington Beach và Fountain Valley ở phía nam, và với Santa Ana về phía đông.
Westminster bao quanh một khu vực chưa được tổ chức là Midway City, trừ một phần nhỏ của Midway City nơi đối diện Huntington Beach ở phía nam.
Một số đông người tị nạn Việt Nam đã đến thành phố này trong cuối thập niên 1970 và suốt thập niên 1980 và đã định cư phần đông tại khu vực mà bây giờ được biết với tên chính thức là Tiểu Sài Gòn (một phần của Tiểu Sài Gòn nằm trong hai thành phố lân cận là Garden Grove và Santa Ana). Theo Điều tra Dân số Hoa Kỳ năm 2010, tổng số người Mỹ gốc Việt là 36.058 người, chiếm 40,2% dân số toàn thành phố.
Westminster nơi có Little Saigon được gọi là thủ phủ của người Việt tị nạn, thủ đô tinh thần của người Việt tị nạn cộng sản tại Mỹ.
Cũng theo Điều tra Dân số năm 2010, thành phố có tổng số dân là 89.701. Westminster chiếm được Giải thành phố toàn Mỹ (All-America City Award) năm 1996.
Ngày ngày 12 tháng 12 năm 2012 là một ngày lịch sử của người Mỹ gốc Việt tại thành phố Westminster, với tân thị trưởng người Mỹ gốc Việt đầu tiên ông Tạ Đức Trí được dân bầu vào chức vụ thị trưởng, tuyên thệ nhậm chức .

## Địa lý
Theo Cục Điều tra Dân số Hoa Kỳ, thành phố có tổng diện tích là 26,2 km² (10,1 mi²), tất cả đều là mặt đất.

## Nhân khẩu
Theo Thống kê dân số năm 2000, thành phố có 88.207 cư dân. Trong đó có 26.406 hộ gia đình, và 20.411 gia đình sống trong thành phố. Mật độ dân số là 3.368,6/km² (8.724,2/mi²). Có khoảng 26.940 đơn vị nhà, trung bình là 1.028,8 đơn vị/km² (2.664,5 đơn vị/mi²). Tỉ lệ chủng tộc của thành phố là 45,79% người da trắng, 0,99% người Mỹ gốc Phi châu, 0,61% người bản thổ châu Mỹ, 38,13% người gốc Á, 0,46% người đảo Thái Bình Dương, 10,19% các chủng tộc khác, và 3,84% có hai hoặc nhiều chủng tộc. Người nói tiếng Tây Ban Nha nói chung thuộc các chủng tộc là 21,70% dân số.
Cứ mỗi 100 nữ thì có 99,9 nam. cứ mỗi 100 nữ tuổi từ 18 và lớn hơn thì có khoảng 97,9 nam.
Lơi tức trung bình cho một hộ tại thành phố là 49.450 đô la Mỹ, và lợi tức trung bình của một gia đình là 54.399 đô.

## Giáo dục
Bốn học khu khác nhau (học khu tại Hoa Kỳ không nhất thiết phải theo ranh giới của thành phố) có ranh giới chồng vào các phần của thành phố Westminster:
- Học khu Westminster
- Học khu Thống nhất Garden Grove
- Học khu Trung học Liên Huntington Beach
- Học khu Ocean View

## Cấm cờ Cộng hòa Xã hội chủ nghĩa Việt Nam
Sau lễ tuyên thệ nhậm chức của Thị Trưởng Tri Duc Ta  (Tạ Đức Trí), Nghị Viên Sergio Contreras, và tân Nghị Viên Kimberly Hồ, Hội đồng Thành phố Westminster vừa thông qua nghị quyết cấm cờ nước Cộng hòa Xã hội chủ nghĩa Việt Nam mà họ gọi là cờ Cộng sản Việt Nam, với số phiếu 5-0, trong phiên họp tối 14 Tháng 12 năm 2016. Phó Thị Trưởng Tyler Diep và Thị Trưởng Trí Tạ là hai người thảo ra nghị quyết và đưa vào chương trình nghị sự của cuộc họp.
Ông Trí nói với nhật báo Người Việt hai ngày trước cuộc bỏ phiếu: "Sau 41 năm, trong khi nhà cầm quyền Cộng sản Việt Nam vẫn tiếp tục những hành động vi phạm nhân quyền, thì Westminster lại là một thành phố biểu dương sức mạnh đoàn kết cộng đồng của người Việt quốc gia tranh đấu cho tự do và dân chủ,". "Cá nhân tôi nhận thấy cần tái khẳng định quyết tâm này tại thành phố Westminster, nơi chúng ta hãnh diện là thủ đô của người Việt tị nạn cộng sản và chỉ công nhận lá cờ vàng ba sọc đỏ là biểu tượng của người Việt quốc gia," ông khẳng định.
Còn ông Tyler Diệp thì cho biết: "Lá cờ máu là lá cờ của nhà cầm quyền CSVN, tượng trưng cho một thể chế độc tài đảng trị, vi phạm nhân quyền và không hề được người Việt quốc gia chúng ta công nhận. Chúng ta chỉ công nhận lá cờ vàng ba sọc đỏ." 